# Bathylinyphia
Bathylinyphia é um gênero de aranhas da família Linyphiidae descrito pela primeira vez em 1992.